# Villar de Sarsa
Villar de Sarsa es un despoblado medieval español situado en el municipio de Jaca, comarca de la Jacetania, provincia de Huesca, Aragón.

## Toponimia
Es mencionado por primera vez como Sarasa.

## Geografía
La localidad se encuentra a 1036 m s. n. m., en la falda de la Peña Oroel.

## Historia
La primera mención conservada a este antiguo pueblo es del año 1063, en la que el rey Ramiro I de Aragón y su hijo Sancho, donan varias iglesias al obispo de Jaca, de entre ellas la ermita de Sarsa. El pueblo desapareció a comienzos del siglo xix. 

## Lugares de interés

### Ermita de Santa Ana
Conocida hoy en día como ermita de Sarsa. Originalmente, se encontraba en la peña de Oroel, el año 1972 los restos de la ermita, que se encontraba ya sin techo, fueron trasladados hacia la localidad de Jaca, en la avenida Oroel. La ermita parece ser de la segunda mitad del siglo xii, es un edificio de nave única y planta rectangular, originalmente cubierta por una techumbre a dos vertientes. El ábside presenta una única ventana situada en el centro. Su cabecera al interior de la estructura es muy simple, se decora por una biselada.